# 多發性骨髓瘤
多發性骨髓瘤（英語：Multiple myeloma）簡稱骨髓瘤（myeloma），是一種存在於骨髓內漿細胞（一種專責製造抗体的白血球）轉化為癌細胞且發生克隆增殖的疾病，由於常在身上多處骨髓發生病灶而得名。多發性骨髓瘤一開始多半沒有症狀，若病情加重時，會有骨痛、常被感染、贫血的症狀。多發性骨髓瘤的併發症也包括淀粉样变。
目前致病原因尚不明朗，相關風險因子包含酗酒、肥胖、輻射暴露、家族病史，以及某些化學物質。其機轉乃肇因於漿細胞異常，導致不正常地生產抗體，進而導致腎功能衰竭以及血漿黏滯度提升。漿細胞亦能直接在骨髓和軟組織中形成團塊。當團塊只有一顆時，稱為漿細胞瘤，若多於一顆則稱多發性骨髓瘤。多發性骨髓瘤的診斷可透過血液檢查及尿液檢查來確認是否有不正常的抗體蛋白，或是骨髓活體切片尋找癌化的漿細胞，醫學影像也可檢查是否有骨病灶。其他常見特徵包含高血鈣。
目前一般認為多發性骨髓瘤是可以治療的，不過多半無法治癒。可以透過糖皮质激素、化学疗法、沙利度胺、來那度胺、骨髓移植來緩解症狀。有時也會用放射線療法及雙膦酸鹽來降低骨損傷的疼痛。
在2015年，全球約有48.8萬人為多發性骨髓瘤所苦，並導致101,100人死亡。在美國，該疾病的發生率約為每10萬人會有6.5人罹病，有0.7%的人在其一生中會有某個時間點曾經罹患此一疾病。本病通常發生於61歲左右，且男性患者較女性為多。若無治療，其預期存活時間約為七個月。若依現行醫學進行治療，則可存活4至5年。本疾病的五年存活率約49%。

## 病理機制
B細胞是一種免疫細胞，在骨髓中成熟為漿細胞，具有分泌抗體，對抗外來的病毒和細菌的能力。當漿細胞發生癌病變，其會複製產生許多惡性的漿細胞，被稱為骨髓癌細胞（Myeloma cell），骨髓癌細胞傾向聚集在骨髓內或在骨頭外側兩端的堅硬部份，會侵犯多處骨頭，形成多個癌塊，造成多發性腫瘤的問題，即稱為「多發性骨髓瘤」。有時候只聚集在一根骨頭上，形成單一腫塊或腫瘤，會被稱為單一漿細胞瘤（Solitary Plasmacytoma）。惡性骨髓瘤產生時，會引發蝕骨細胞活化，伴隨著骨骼外部的硬骨被破壞，引發骨骼疼痛的症狀。

## 流行病學
2004年在美國共有15,270個診斷病例，其中有11,070死亡，全球發生率為十萬分之四。
多發性骨髓瘤在台灣是第三常見的血癌。依行政院衛生署國民健康局台灣癌症登記小組統計分析：2006年，多發性骨髓瘤的新增病人數有377人（男性：226人，女性：151人），發生個案數占全部惡性腫瘤發生個案數的0.51%。大約200個癌症患者中，有一位是多發性骨髓瘤病人。男、女患者的比例約1.5：1。台大醫院以傳統化療治療屬發性骨髓瘤患者的平均存活時間為28個月，7.3%可存活十年以上。
多發性骨髓瘤好發於60歲以上的中老年人，並不是短時間產生臨床症狀的，其病情通常是漸進式的，且症狀不明顯，大部份病人是因疼痛，尤其是下背痛或骨折就醫而被發現。
多發性骨髓瘤的發生原因不明，推測和環境的化學物質、家族遺傳和肥胖有關。

## 症狀及併發症
早期多發性骨髓瘤的病人可能沒有任何特異症狀，通常症狀的出現是因為骨髓癌細胞在骨髓內大量堆積，骨頭侵蝕和產生過量的異常抗體蛋白質（骨髓瘤蛋白），而造成一連串的病徵。最主要的四個症狀稱為CRAB：C=Hypercalcemia（高血鈣），R=Renal failure（腎衰竭），A=Anemia（貧血），B=Bone lesions（骨骼病灶）。
34%的多發性骨髓瘤患者，會有類澱粉沈積症。
- 高血鈣症（Hypercalcaemia）

多發性骨髓瘤引發的骨病變，引發骨中的鈣質釋放到血液中，形成高血鈣的症狀。高血鈣會引起腸胃道、神經系統、肌肉、腎臟、心血管等不同系統的不適，依血鈣濃度又分為輕度（低於9.9~12mg/dL）、中度（12-15mg/dL）和重度（大於15mg/dL）三種等級。血鈣濃度達重度時，將可能會發生肌肉無力、運動失調、少連性腎衰竭、腎功能不足、心跳停止等症狀而導致死亡。
- 腎功能減退

由於患者體內有過多的副蛋白和鈣，容易使腎臟中堆積的副蛋白，降低腎臟處置過多鹽類、液體與體內廢物的能力，而導致腎功能不足與腎衰竭。高血鈣症可能造成高鈣尿症（Hypercalciuria）與脫水而導致腎衰竭。此血鈣沉積在腎臟也可能引發間質腎炎（Interstitial nephritis）與腎功能減退。
- 貧血

貧血可能是因骨髓造血細胞被骨髓癌細胞取代而使紅血球減少，以及細胞激素的抑制作用引發的。貧血的症狀包括疲勞、虛弱、運動能力降低、呼吸困難與頭昏。
- 骨骼疼痛與骨骼功能障礙

當聚集在骨骼上的骨髓癌細胞和蝕骨細胞越來越多時，骨骼會慢慢的被侵蝕破壞，支撐強度不夠。再嚴重時，會引起疼痛、瀰漫性骨質疏鬆症（Osteoporosis）、點狀溶解性骨病灶（Focal lytic bone lesions）、病理性骨折、高血鈣症等。骨骼的疼痛有時甚至會造成病人寸步難行，其中痛點表現以脊椎骨、肋骨、胸椎最為常見。在診斷時有2/3以上的病人會骨骼疼痛情形，也有約80%的病人會出現骨骼功能障礙。
- 神經性症狀

約有15%的多發性骨髓瘤病人有脊椎神經受壓迫的情形，多源於腫瘤或脊椎骨骨折而壓迫脊椎神經所致，症狀包括漸進性疼痛、感覺異常或小腿軟弱、半身麻痺或無法控制尿液、大便之排泄等問題。
- 感染

由於漿細胞異常，和治療過程中同時破壞了正常的漿細胞，導致患者的免疫力下降，容易受到細胞和病毒感染。最常見的感染是肺炎，其次是泌尿道感染。原因是因為無法產生足量且有效的抗體，因此對感染的免疫反應較差。
- 出血問題

15~30%的多發性骨髓瘤病人會有過度出血或淤青的問題。出血問題可能由血小板功能障礙或後天性凝血病變（Coagulopathy）引發。凝血病變可由正常凝血機制被副蛋白干擾而引起。
- 血液高度黏稠症候群（Hyperviscosity Syndrome）：

多發性骨髓瘤病人血液中的副蛋白可能會高到造成血液黏性過高的現象，雖比率不到10%但需要立即接受血漿蛋白置換治療，患有IgA型骨髓瘤的病人最可能出現血液黏性過高情況。血液黏稠度過高，會引起出血、眩暈和痙攣塑神經方面症狀、全身疲倦無力、視網膜病變等症狀。
- 類澱粉蛋白沉積症

多發性骨髓瘤所引發的類澱粉蛋白沉積症主要會侵犯心臟，造成低血壓、心臟衰竭。
- 高尿酸血症：治療過程中因為骨髓瘤細胞被破壞，釋出尿酸，亦會將細胞核中大量的核酸釋入血液中，產生痛風等症狀[17]。

## 治療
多發性骨髓瘤的治療重點在於疾病的控制和抑制，有些患者可能無明顯症狀，而導致延遲就醫。多發性骨髓瘤的治療著眼於漿細胞增生，使用雙磷酸鹽類可防止骨折，使用紅血球生成素可預防貧血。

### 新穎藥物（Novel agents）
醫藥界投入大量的研究以找出更有效而毒性更少的治療。主要新穎藥物可分為兩大類，一為標靶藥物（如硼替佐米、卡非佐米），另一大類為免疫調節劑（如沙利竇邁）。

#### 標靶藥物
標靶藥物（如硼替佐米）作用機轉為蛋白酶体抑制劑。美国食品药品监督管理局在2003年通過准許其用於治療已接受過至少兩種治療而表現出疾病惡化的多發性骨髓瘤患者。歐盟執委會也於2004年4月通過准許使用。硼替佐米已先後在全球多个国家及地区取得認可，不論適合或不適合移植的新診斷病患都有大規模的臨床研究證實療效，全球已有5萬名以上的患者接受過相關治療。
針對不適合移植的多發性骨髓瘤病患，JCO的第三期臨床試驗結果顯示硼替佐米合併傳統化療Melphalan和類固醇泼尼松龙用於治療第一線不適合移植的新診斷病患，經過五年追蹤研究，與傳統化療相比，合併治療可使近三成病患疾病完全緩解，並有效減少52%復發機率和31%的死亡風險，延長病患的存活期。
針對適合接受移植的病患，根據發表在Lancet的第三期臨床試驗，硼替佐米合併沙利竇邁和類固醇地塞米松用於治療第一線適合移植的新診斷病患，經過六年的追蹤研究，合併治療可減少37%多發性骨髓瘤的復發機率。
其中硼替佐米在復發或救援治療，或是第一線的治療使用上，數個跨國多中心的大規模臨床試驗結果均顯示硼替佐米注射劑有卓著的療效，並且對於一些預後較差的多發性骨髓瘤病患，也能有不錯的療效。
硼替佐米經臨床研究證實也可改善多發性骨髓瘤病患腎臟惡化程度。
2020年有研究顯示抗體藥物複合物有其藥效及安全性，可以作為Daratumumab之後線用藥。

#### 免疫調節藥物
沙利竇邁在1997年時原先是使用在孕婦止吐藥物，但是因為海豹肢的畸胎問題，所以停止此藥物使用在懷孕婦女。而2000年來被使用於多發性骨髓瘤的治療有其成果，可單獨或配合傳統化療使用。但是，沙利竇邁因為它的副作用使得在使用時有些特別的顧慮。優點是它可以控制疾病及降低骨髓瘤的數量從而改善症狀，並促成疾病緩解。缺點是沙利竇邁的一些副作用，像是患者若適值生育時期可能要注意海豹肢的畸胎問題，另外有些如嗜睡、末梢麻木等神經學上的問題，亦增加了使用上的困擾。

### 化學治療
化學治療為多發性骨髓瘤的主要治療方式，使用的藥物包括傳統化學藥物（如Melphalan）及類固醇等。每種藥物作用機制不同，可能會造成部分用藥者的免疫力下降，引發其他併發症，或因為服用類固醇藥物，產生水腫等症狀。藥物可利用注射的方式進入體內，達到癌細胞的位置，標靶藥物可辨識癌細胞表面的特殊記號，抑制癌細胞生長。藥物的搭配使用須經由專業醫師評量患者的年齡、患病情形和健康狀況後，才可使用。

### 放射性治療
放射性治療是指利用高能射線，由體外針對患部癌細胞照射，破壞癌細胞生長，來達到治療的目的。依不同的療程設計，多發性骨髓瘤的放射性療程可為1-2週，或4-5週。放射性治療可能會引起患者有疲倦感，在照射部位會有皮膚發紅、敏感等皮膚反應。

### 骨髓移植
- 自體骨髓移植：目前多發性骨髓瘤的主要治療選擇之一，自體移植可以加強治療深度，臨床研究證實可以有效延長病患的存活，經臨床醫師評估其身體狀況、年紀和重要器官功能（心臟功能、腎臟功能及肝臟功能），建議適合進行自體移植的多發性骨髓瘤病患皆進行自體骨隨移植手術。
- 異體骨髓移植：需要有配對成功的捐贈者，及有自體排斥的副作用，因此除非病患屬於高基因風險的復發性多發性骨髓瘤病患，一般多發性骨髓瘤病患較少進行異體移植。

### 支持療法
- 疼痛：服用止痛藥，穿著肢架，支撐疼痛部位
- 高血鈣：補充水份，利用類固醇、雙磷酸鹽類藥物治療[17]
- 貧血：輸血、注射紅色球生成素。[12]

## 診斷
多發性骨髓瘤不易在早期無症狀時被診斷出來，除非透過例行性身體檢查才有可能發現。患者出現疑似症狀時（前述之CRAB），醫師會詢問患者的個人與家族病史，並安排全身身體檢查確定病因，也可幫助診斷及分期。
檢查項目包括血球檢查、生化檢查、血清蛋白電泳測定、尿液檢查，骨髓抽取、骨骼X光攝影、切片檢查、免疫分析和染色體檢查。
染色體檢查：若第13,17對染色體缺失，第4對染色體和第14對染色體發生轉位，和第14對染色體和第16對染色體發生轉位，皆屬於癒後再復發的高危險群。

### 診斷標準
2003年國際骨髓瘤研究小組達成診斷骨髓瘤症狀的共識，診斷的類型分為有症狀和無症狀的骨髓瘤，以及未定性單株免疫球蛋白血症。
- 有症狀的骨髓瘤
  1. 在骨髓或漿細胞瘤的切片，含同源漿細胞（clonal plasma cell）＞10%
  2. 在尿液或血中有副蛋白。
  3. 和骨髓瘤相關的器官或組織受損產生的症狀：

  - 高血鈣（鈣離子濃度＞2.75 mmol/L）
  - 腎功能不足
  - 貧血（血紅素＜10 g/dL）
  - 骨骼的損害
  - 頻繁的嚴重感染（一年多於2次）
  - 類澱粉蛋白沉積症
  - 血液高度黏稠症候群
- 無症狀的骨髓瘤
  1. 血中副蛋白＞30 g/L
  2. 骨髓切片含同源漿細胞（clonal plasma cell）＞10%
  3. 沒有和骨髓瘤相關的器官或組織受損
- 未定性單株免疫球蛋白血症
  1. 血中副蛋白＜30 g/L
  2. 骨髓切片含同源漿細胞（clonal plasma cell）＜10%
  3. 沒有和骨髓瘤相關的器官或組織受損

### 分期
多發性骨髓瘤的分期依據包括血紅素值、血清鈣值、X光檢測骨頭狀況、血液中不正常的分泌免疫球蛋白濃度。分泌免疫球蛋白-G者就稱為IgG-MM，若是分泌IgA者就是IgA-MM，這兩種型大約佔所有MM案例的60~70%。剩下的輕鏈型、特殊型及不分泌型，其案例相對上較少。
2005年國際骨髓瘤研究小組定立的分期法（International Staging System，ISS）如下：
| 分期   | β2-microglobulin（β2M） | albumin     | 平均存活時間 |
| ------ | ----------------------- | ----------- | ------------ |
| 第一期 | < 3.5 mg/L              | >= 3.5 g/dL | 62個月       |
| 第二期 | < 3.5                   | < 3.5       |              |
| 第二期 | 5.5>β2M >= 3.5          |             | 44個月       |
| 第三期 | >= 5.5                  |             | 29個月       |

- Durie和Salmon分期法[27]

| 第一期 | 第二期                                                     | 第三期 |
| --- | ---------------------------------------------------------- | --- |
| - Hb＞10 g/dl - 血清鈣：正常（≦12 mg/dl） - 骨骼X光片：正常（第零度變化） ＊或只有單一漿細胞瘤病灶 - 低M component： - IgG＜5 g/dl - IgA＜3 g/dl - 24小時尿中Bence Jones蛋白＜4 g - 體內癌細胞數（×1012/m2） ＜0.6（低） | - 不屬於第一期且不屬於第三期 - 體內癌細胞數：0.6~1.2（中） | （滿足下列條件之一或以上者） - Hb＜8.5 g/dl - 血清鈣＞12 mg/dl - 嚴重的骨頭病變（第三度變化）＊ - 高M component： - IgG＞7 g/dl - IgA＞5 g/dl - 24小時尿中Bence Jones蛋白＞12 g - 體內癌細胞數：＞1.2（高） |

亞分類
- A：腎功能正常（血清creatinine＜2.0 mg/dl）
- B：腎功能異常（血清creatinine≧2.0 mg/dl）

## 居家護理
多發性骨髓瘤是不易根治的血液疾病，且多發生於老年人身上，雖然如此，但是若能注意生活方式，亦能和癌症共存。由於多發性骨髓瘤患者容易發生骨折和出血，居家環境的布置應避免較硬的床板，並減少碰撞的機會，刷牙時不宜太過用力。患者的免疫力較低，平時應避免感冒，或接觸可能的病原，並維持良好的衛生習慣。有高血鈣症狀者，應避免攝取高鈣餐品，並注意營養和維生素攝取平衡。身體發生疼痛時，可依指示服用止痛藥，或利用放鬆和轉移注意力的方式減緩疼痛感。
若有發燒、感冒和血便症狀，應儘速就醫。

## 外部連結
- 中的“多發性骨髓瘤”
- 中国生物抗癌网